# Haddaway/Diskografie
Diese Diskografie ist eine Übersicht über die musikalischen Werke des aus Trinidad & Tobago stammenden Popsängers Haddaway. Den Schallplattenauszeichnungen zufolge hat er bisher mehr als 4,5 Millionen Tonträger verkauft. Seine erfolgreichste Veröffentlichung ist die Debütsingle What Is Love mit über 2,9 Millionen verkauften Einheiten.

## Alben

### Studioalben
| Jahr | Titel Musiklabel                                                                                              | Höchstplatzierung, Gesamtwochen, AuszeichnungChartplatzierungen (Jahr, Titel, Musiklabel, Platzierungen, Wochen, Auszeichnungen, Anmerkungen) | Höchstplatzierung, Gesamtwochen, AuszeichnungChartplatzierungen (Jahr, Titel, Musiklabel, Platzierungen, Wochen, Auszeichnungen, Anmerkungen) | Höchstplatzierung, Gesamtwochen, AuszeichnungChartplatzierungen (Jahr, Titel, Musiklabel, Platzierungen, Wochen, Auszeichnungen, Anmerkungen) | Höchstplatzierung, Gesamtwochen, AuszeichnungChartplatzierungen (Jahr, Titel, Musiklabel, Platzierungen, Wochen, Auszeichnungen, Anmerkungen) | Höchstplatzierung, Gesamtwochen, AuszeichnungChartplatzierungen (Jahr, Titel, Musiklabel, Platzierungen, Wochen, Auszeichnungen, Anmerkungen) | Anmerkungen                                                                                               |
| Jahr | Titel Musiklabel                                                                                              | DE | AT | CH | UK | US | Anmerkungen                                                                                               |
| ---- | --- | --- | --- | --- | --- | --- | --- |
| 1993 | The Album (europäische Version) / Haddaway (amerikanische Version) Coconut Records (EU) / Arista Records (US) | DE5 Platin · (41 Wo.)DE | AT12 Gold · (16 Wo.)AT | CH2 Platin · (35 Wo.)CH | UK9 Gold · (16 Wo.)UK | US111 (12 Wo.)US | Erstveröffentlichung: 1. Mai 1993 (EU) Erstveröffentlichung: 23. November 1993 (US) Verkäufe: + 1.042.899 |
| 1995 | The Drive Coconut Records                                                                                     | DE32 (9 Wo.)DE | AT27 (8 Wo.)AT | CH10 (11 Wo.)CH | — | — | Erstveröffentlichung: 26. Juni 1995                                                                       |
| 1998 | Let’s Do It Now Coconut Records                                                                               | — | — | — | — | — | Erstveröffentlichung: 9. März 1998                                                                        |
| 2001 | My Face (Neuauflage: Love Makes) Terzetto Records / ZYX Music                                                 | — | — | — | — | — | Erstveröffentlichung: 17. September 2001 Neuauflage: 20. Mai 2002                                         |
| 2005 | Pop Splits Coconut Records                                                                                    | — | — | — | — | — | Erstveröffentlichung: 18. Juli 2005                                                                       |
| 2011 | Gotta Be Coconut Records                                                                                      | — | — | — | — | — | Erstveröffentlichung: 4. November 2011                                                                    |

### Kompilationen
| Jahr | Titel Musiklabel                                | Anmerkungen                             |
| ---- | ----------------------------------------------- | --------------------------------------- |
| 1999 | All the Best: His Greatest Hits Coconut Records | Erstveröffentlichung: 6. September 1999 |
| 2000 | Best Hits Coconut Records                       | Erstveröffentlichung: 2000              |
| 2002 | The Greatest Hits Empire Musicwerks             | Erstveröffentlichung: 19. März 2002     |
| 2004 | The Best of What Is Love BMG Special Products   | Erstveröffentlichung: 5. Januar 2004    |
| 2005 | Rock My Heart MCP Sound & Media                 | Erstveröffentlichung: 25. Januar 2005   |

### Remixalben
| Jahr | Titel Musiklabel                         | Anmerkungen                             |
| ---- | ---------------------------------------- | --------------------------------------- |
| 2013 | Hit Mixes Coconut Records                | Erstveröffentlichung: 29. November 2013 |
| 2013 | What Is Love (The Mixes) Coconut Records | Erstveröffentlichung: 29. November 2013 |

### EPs
| Jahr | Titel Musiklabel                     | Anmerkungen                          |
| ---- | ------------------------------------ | ------------------------------------ |
| 1999 | The Millennium Mixes Coconut Records | Erstveröffentlichung: 2. August 1999 |

## Singles

### Als Leadmusiker
| Jahr | Titel Album                                                  | Höchstplatzierung, Gesamtwochen, AuszeichnungChartplatzierungen (Jahr, Titel, Album, Platzierungen, Wochen, Auszeichnungen, Anmerkungen) | Höchstplatzierung, Gesamtwochen, AuszeichnungChartplatzierungen (Jahr, Titel, Album, Platzierungen, Wochen, Auszeichnungen, Anmerkungen) | Höchstplatzierung, Gesamtwochen, AuszeichnungChartplatzierungen (Jahr, Titel, Album, Platzierungen, Wochen, Auszeichnungen, Anmerkungen) | Höchstplatzierung, Gesamtwochen, AuszeichnungChartplatzierungen (Jahr, Titel, Album, Platzierungen, Wochen, Auszeichnungen, Anmerkungen) | Höchstplatzierung, Gesamtwochen, AuszeichnungChartplatzierungen (Jahr, Titel, Album, Platzierungen, Wochen, Auszeichnungen, Anmerkungen) | Anmerkungen                                                    | [↑]: gemeinsam behandelt mit vorhergehendem Eintrag; [←]: in beiden Charts platziert |
| Jahr | Titel Album                                                  | DE | AT | CH | UK | US | Anmerkungen                                                    |                                                                                      |
| ---- | ------------------------------------------------------------ | --- | --- | --- | --- | --- | -------------------------------------------------------------- | ------------------------------------------------------------------------------------ |
| 1992 | What Is Love Haddaway / The Album                            | DE2 ×3Dreifachgold · (39 Wo.)DE | AT1 Platin · (20 Wo.)AT | CH1 (33 Wo.)CH | UK2 ×2Doppelplatin · (16 Wo.)UK | US11 Gold · (26 Wo.)US | Erstveröffentlichung: Dezember 1992 Verkäufe: + 2.910.000      |                                                                                      |
| 1992 | What Is Love – Remix Haddaway / The Album[DE: ↑][AT: ↑]      | DE2 ×3Dreifachgold · (39 Wo.)DE | AT1 Platin · (20 Wo.)AT | CH15 (10 Wo.)CH[UK: ↑][US: ↑] | UK2 ×2Doppelplatin · (16 Wo.)UK | US11 Gold · (26 Wo.)US | Erstveröffentlichung: 8. Mai 1993                              |                                                                                      |
| 1993 | Life (Everybody Needs Somebody to Love) Haddaway / The Album | DE2 Platin · (25 Wo.)DE | AT2 Gold · (17 Wo.)AT | CH2 (24 Wo.)CH | UK6 (9 Wo.)UK | US41 (16 Wo.)US | Erstveröffentlichung: 30. Juli 1993 Verkäufe: + 550.000        |                                                                                      |
| 1993 | Life – Remix Haddaway / The Album[DE: ↑][AT: ↑]              | DE2 Platin · (25 Wo.)DE | AT2 Gold · (17 Wo.)AT | CH14 (5 Wo.)CH[UK: ↑][US: ↑] | UK6 (9 Wo.)UK | US41 (16 Wo.)US | Erstveröffentlichung: 1993                                     |                                                                                      |
| 1993 | I Miss You Haddaway / The Album                              | DE18 (20 Wo.)DE | AT11 (12 Wo.)AT | CH17 (20 Wo.)CH | UK9 (14 Wo.)UK | — | Erstveröffentlichung: 28. November 1993                        |                                                                                      |
| 1994 | Rock My Heart Haddaway / The Album                           | DE10 (17 Wo.)DE | AT12 (12 Wo.)AT | CH10 (16 Wo.)CH | UK9 (9 Wo.)UK | — | Erstveröffentlichung: 9. Januar 1994                           |                                                                                      |
| 1995 | Fly Away The Drive                                           | DE25 (14 Wo.)DE | AT16 (6 Wo.)AT | CH9 (15 Wo.)CH | UK20 (3 Wo.)UK | — | Erstveröffentlichung: 30. April 1995                           |                                                                                      |
| 1995 | Catch a Fire The Drive                                       | DE38 (12 Wo.)DE | AT30 (6 Wo.)AT | CH20 (6 Wo.)CH | UK39 (2 Wo.)UK | — | Erstveröffentlichung: 31. Juli 1995                            |                                                                                      |
| 1995 | Lover be thy Name The Drive                                  | DE65 (10 Wo.)DE | — | — | — | — | Erstveröffentlichung: 13. November 1995                        |                                                                                      |
| 1997 | What About Me Let’s Do It Now                                | — | AT24 (8 Wo.)AT | — | — | — | Erstveröffentlichung: 4. August 1997                           |                                                                                      |
| 1998 | Who Do You Love Let’s Do It Now                              | DE93 (2 Wo.)DE | — | — | — | — | Erstveröffentlichung: 12. Januar 1998                          |                                                                                      |
| 1998 | You’re Taking My Heart Let’s Do It Now                       | — | — | — | — | — | Erstveröffentlichung: 20. April 1998                           |                                                                                      |
| 2001 | Deep My Face / Love Makes                                    | — | — | — | — | — | Erstveröffentlichung: 3. September 2001                        |                                                                                      |
| 2002 | Love Makes                                                   | DE81 (2 Wo.)DE | — | — | — | — | Erstveröffentlichung: 4. März 2002                             |                                                                                      |
| 2003 | What Is Love – Reloaded –                                    | DE51 (5 Wo.)DE | AT49 (4 Wo.)AT | CH92 (1 Wo.)CH | — | — | Erstveröffentlichung: 18. August 2003                          |                                                                                      |
| 2005 | Spaceman Pop Splits                                          | DE67 (8 Wo.)DE | — | — | — | — | Erstveröffentlichung: 27. Juni 2005                            |                                                                                      |
| 2005 | Missionary Man Pop Splits                                    | — | — | — | — | — | Erstveröffentlichung: 2005 feat. Della Miles                   |                                                                                      |
| 2007 | Follow Me –                                                  | — | — | — | — | — | Erstveröffentlichung: 2007                                     |                                                                                      |
| 2010 | You Gave Me Love –                                           | — | — | — | — | — | Erstveröffentlichung: 26. März 2010                            |                                                                                      |
| 2012 | Up And Up –                                                  | — | — | — | — | — | Erstveröffentlichung: 20. November 2012 feat. The Mad Stuntman |                                                                                      |
| 2020 | I Wanna Be for You –                                         | — | — | — | — | — | Erstveröffentlichung: 15. Mai 2020                             |                                                                                      |

### Als Gastmusiker
| Jahr | Titel Album                                | Höchstplatzierung, Gesamtwochen, AuszeichnungChartplatzierungen (Jahr, Titel, Album, Platzierungen, Wochen, Auszeichnungen, Anmerkungen) | Höchstplatzierung, Gesamtwochen, AuszeichnungChartplatzierungen (Jahr, Titel, Album, Platzierungen, Wochen, Auszeichnungen, Anmerkungen) | Höchstplatzierung, Gesamtwochen, AuszeichnungChartplatzierungen (Jahr, Titel, Album, Platzierungen, Wochen, Auszeichnungen, Anmerkungen) | Höchstplatzierung, Gesamtwochen, AuszeichnungChartplatzierungen (Jahr, Titel, Album, Platzierungen, Wochen, Auszeichnungen, Anmerkungen) | Höchstplatzierung, Gesamtwochen, AuszeichnungChartplatzierungen (Jahr, Titel, Album, Platzierungen, Wochen, Auszeichnungen, Anmerkungen) | Anmerkungen                                                            |
| Jahr | Titel Album                                | DE | AT | CH | UK | US | Anmerkungen                                                            |
| ---- | ------------------------------------------ | --- | --- | --- | --- | --- | ---------------------------------------------------------------------- |
| 2004 | Survivor Best of Comeback United (Sampler) | DE22 (6 Wo.)DE | AT50 (3 Wo.)AT | — | — | — | Erstveröffentlichung: 22. März 2004 mit Comeback United                |
| 2007 | I Love The 90’s –                          | — | — | — | — | — | Erstveröffentlichung: Mai 2008 Dr. Alban vs. Haddaway                  |
| 2009 | What Is Love 2K9 –                         | DE60 (6 Wo.)DE | AT37 (3 Wo.)AT | — | — | — | Erstveröffentlichung: 31. Juli 2009 Klaas meets Haddaway               |
| 2011 | Thing Called Love Wolfram                  | — | — | — | — | — | Erstveröffentlichung: 1. Juli 2011 Wolfram feat. Haddaway              |
| 2013 | Everything –                               | — | — | — | — | — | Erstveröffentlichung: 30. August 2013 Blutonium Boy feat. Haddaway     |
| 2013 | Wild Wild Baby –                           | — | — | — | — | — | Erstveröffentlichung: 6. September 2013 Blutonium Boy feat. Haddaway   |
| 2013 | What Is Love Remembrance (The Early Days)  | — | AT42 (1 Wo.)AT | — | — | — | Erstveröffentlichung: 22. November 2013 Emergency Gate feat. Haddaway  |
| 2018 | Life’s a Dream Quantum of Dance            | — | — | — | — | — | Erstveröffentlichung: 15. Juni 2018 Flava and Stevenson feat. Haddaway |
| 2019 | My Love Is for Real Amadeus                | — | — | — | — | — | Erstveröffentlichung: 2. August 2019 Wolfram feat. Haddaway            |

## Musikvideos
| Jahr | Titel                                   | Regie             |
| ---- | --------------------------------------- | ----------------- |
| 1992 | What Is Love                            | Volker Hannwacker |
| 1993 | Life (Everybody Needs Somebody to Love) |                   |
| 1993 | I Miss You                              |                   |
| 1994 | Rock My Heart                           |                   |
| 1995 | Fly Away                                |                   |
| 1995 | Catch a Fire                            |                   |
| 1995 | Lover be thy Name                       | Chyna Thomson     |
| 1997 | What About Me                           |                   |
| 1998 | Who Do You Love                         |                   |
| 2002 | Love Makes                              |                   |
| 2003 | What Is Love – Reloaded                 | Volker Hannwacker |
| 2004 | Survivor                                |                   |
| 2005 | Spaceman                                | Mark Feuerstake   |
| 2009 | What Is Love 2K9                        | Dirk Hilger       |
| 2009 | I Love the 90’s                         | Thabo Malmén      |
| 2010 | You Gave Me Love                        | Oliver Sommer     |

## Promoveröffentlichungen
| Jahr | Titel Album                                   | Anmerkungen                                                                                   |
| ---- | --------------------------------------------- | --------------------------------------------------------------------------------------------- |
| 1993 | Stir It Up Haddaway • The Album (2nd Edition) | Erstveröffentlichung: 1993 Original: Bob Marley & The Wailers Veröffentlichung nur in den USA |

## Sonderveröffentlichungen

### Alben
| Jahr | Titel Musiklabel                                                | Anmerkungen                                                           |
| ---- | --------------------------------------------------------------- | --------------------------------------------------------------------- |
| 2004 | Hit Collection, Volume 1: The Album New Edition Coconut Records | Erstveröffentlichung: 2004 Teil der „Hit-Collection“-Reihe            |
| 2005 | What Is Love Laserlight Digital                                 | Erstveröffentlichung: 2005 Label-Kompilation                          |
| 2005 | Hit Collection, Vol. 2 – The Very Best Razor & Tie              | Erstveröffentlichung: 10. Januar 2005 Teil der „Hit-Collection“-Reihe |
| 2007 | What Is Love – His Greatest Hits Anticraft Records              | Erstveröffentlichung: 2007 Label-Kompilation                          |
| 2007 | Greatest Hits Никитин                                           | Erstveröffentlichung: 2007 Teil der „Disco-Шоу-80х“-Reihe             |
| 2008 | Greatest Hits Majors Music                                      | Erstveröffentlichung: 2008 Label-Kompilation                          |
| 2010 | Лучшие песни Студия “Монолит”                                   | Erstveröffentlichung: 2010 Teil der „Новая-Коллекция“-Reihe           |
| 2010 | The Drive / Let’s Do It Now Coconut Records                     | Erstveröffentlichung: 7. Mai 2010 Teil der „Collectors-Edition“-Reihe |
| 2018 | What Is Love? The Singles of the 90s Time Capsule Records       | Erstveröffentlichung: 2018 Label-Kompilation                          |

| Jahr | Titel Musiklabel | Anmerkungen                                  |
| ---- | ---------------- | -------------------------------------------- |
| 2008 | MP3 RMG Records  | Erstveröffentlichung: 2008 Label-Kompilation |

### Lieder
| Jahr | Titel Album                               | Anmerkungen                                                             |
| ---- | ----------------------------------------- | ----------------------------------------------------------------------- |
| 2007 | I Love The 90’s –                         | Erstveröffentlichung: Mai 2008 Dr. Alban vs. Haddaway                   |
| 2009 | What Is Love 2K9 –                        | Erstveröffentlichung: 31. Juli 2009 Klaas meets Haddaway                |
| 2011 | Thing Called Love Wolfram                 | Erstveröffentlichung: 21. Februar 2011 Wolfram feat. Haddaway           |
| 2013 | Everything –                              | Erstveröffentlichung: 30. August 2013 Blutonium Boy feat. Haddaway      |
| 2013 | Wild Wild Baby –                          | Erstveröffentlichung: 6. September 2013 Blutonium Boy feat. Haddaway    |
| 2013 | What Is Love Remembrance (The Early Days) | Erstveröffentlichung: 22. November 2013 Emergency Gate feat. Haddaway   |
| 2014 | Life’s a Dream Quantum of Dance           | Erstveröffentlichung: 25. April 2014 Flava and Stevenson feat. Haddaway |
| 2019 | My Love Is for Real Amadeus               | Erstveröffentlichung: 13. September 2019 Wolfram feat. Haddaway         |

| Jahr | Titel Album                             | Anmerkungen                                                                                      |
| ---- | --------------------------------------- | ------------------------------------------------------------------------------------------------ |
| 2004 | Ebony and Ivory Best of Comeback United | Erstveröffentlichung: 15. März 2004 mit Benjamin Boyce; Original: Paul McCartney & Stevie Wonder |
| 2004 | Survivor Best of Comeback United        | Erstveröffentlichung: 15. März 2004 mit Comeback United                                          |

## Statistik

### Chartauswertung
|                     | DE    | AT    | CH    | UK    | US    |
| ------------------- | ----- | ----- | ----- | ----- | ----- |
| Nummer-eins-Alben   | DE—DE | AT—AT | CH—CH | UK—UK | US—US |
| Top-10-Alben        | DE1DE | AT—AT | CH2CH | UK1UK | US—US |
| Alben in den Charts | DE2DE | AT2AT | CH2CH | UK1UK | US1US |

|                       | DE     | AT     | CH    | UK    | US    |
| --------------------- | ------ | ------ | ----- | ----- | ----- |
| Nummer-eins-Singles   | DE—DE  | AT1AT  | CH1CH | UK—UK | US—US |
| Top-10-Singles        | DE3DE  | AT2AT  | CH4CH | UK4UK | US—US |
| Singles in den Charts | DE13DE | AT11AT | CH9CH | UK6UK | US2US |

### Auszeichnungen für Musikverkäufe
| Goldene Schallplatte - Australien - 1994: für die Single What Is Love - Brasilien - 1994: für das Album Haddaway / The Album - Finnland - 1993: für das Album Haddaway / The Album - Frankreich - 1995: für das Album Haddaway / The Album - 2020: für die Single What Is Love - Italien - 2021: für die Single What Is Love - Kanada - 1993: für das Album Haddaway / The Album - Norwegen - 1994: für das Album Haddaway / The Album - Schweden - 1993: für die Single What Is Love - 1993: für das Album Haddaway / The Album - 1993: für die Single Life | Platin-Schallplatte - Dänemark - 2021: für die Single What Is Love - Neuseeland - 2022: für die Single What Is Love - Spanien - 2024: für die Single What Is Love |

Anmerkung: Auszeichnungen in Ländern aus den Charttabellen bzw. Chartboxen sind in ebendiesen zu finden.
| Land/RegionAuszeichnungen für Musikverkäufe (Land/Region, Auszeichnungen, Verkäufe, Quellen) | Gold       | Platin       | Verkäufe  | Quellen                                                    |
| -------------------------------------------------------------------------------------------- | ---------- | ------------ | --------- | ---------------------------------------------------------- |
| Australien (ARIA)                                                                            | Gold1      | —            | 35.000    | Einzelnachweise                                            |
| Brasilien (PMB)                                                                              | Gold1      | —            | 100.000   | pro-musicabr.org.br                                        |
| Dänemark (IFPI)                                                                              | —          | Platin1      | 90.000    | ifpi.dk                                                    |
| Deutschland (BVMI)                                                                           | Gold1      | 3× Platin3   | 1.750.000 | musikindustrie.de                                          |
| Finnland (IFPI)                                                                              | Gold1      | —            | 42.899    | ifpi.fi                                                    |
| Frankreich (SNEP)                                                                            | 2× Gold2   | —            | 200.000   | snepmusique.com                                            |
| Italien (FIMI)                                                                               | —          | Platin1      | 70.000    | fimi.it                                                    |
| Kanada (MC)                                                                                  | Gold1      | —            | 50.000    | musiccanada.com                                            |
| Neuseeland (RMNZ)                                                                            | —          | Platin1      | 30.000    | radioscope.co.nz                                           |
| Norwegen (IFPI)                                                                              | Gold1      | —            | 25.000    | ifpi.no (Memento vom 5. November 2012 im Internet Archive) |
| Österreich (IFPI)                                                                            | 2× Gold2   | Platin1      | 100.000   | ifpi.at                                                    |
| Schweden (IFPI)                                                                              | 3× Gold3   | —            | 100.000   | sverigetopplistan.se                                       |
| Schweiz (IFPI)                                                                               | —          | Platin1      | 50.000    | hitparade.ch                                               |
| Spanien (Promusicae)                                                                         | —          | Platin1      | 60.000    | elportaldemusica.es                                        |
| Vereinigte Staaten (RIAA)                                                                    | Gold1      | —            | 500.000   | riaa.com                                                   |
| Vereinigtes Königreich (BPI)                                                                 | Gold1      | 2× Platin2   | 1.300.000 | bpi.co.uk                                                  |
| Insgesamt                                                                                    | 15× Gold15 | 11× Platin11 |           |                                                            |